# Бахрейн на летних Олимпийских играх 2024

## Медали
| Медаль  | Спортсмен(ы)     | Вид спорта       | Дисциплина                         | Дата       |
| ------- | ---------------- | ---------------- | ---------------------------------- | ---------- |
| Золото  | Уинфред Яви      | Лёгкая атлетика  | Бег на 3000 метров с препятствиями | 6 августа  |
| Золото  | Ахмед Тажудинов  | Борьба вольная   | До 97 кг                           | 11 августа |
| Серебро | Сальва Эйд Насер | Лёгкая атлетика  | Бег на 400 метров                  | 9 августа  |
| Бронза  | Гор Минасян      | Тяжёлая атлетика | Свыше 102 кг                       | 10 августа |

| Вид спорта       | 1 | 2 | 3 | Всего |
| Лёгкая атлетика  | 1 | 1 | 0 | 2     |
| Борьба           | 1 | 0 | 0 | 1     |
| Тяжёлая атлетика | 0 | 0 | 1 | 1     |
| Всего            | 2 | 1 | 1 | 4     |

| Медали по датам | Медали по датам | Медали по датам | Медали по датам | Медали по датам | Медали по датам |
| --------------- | --------------- | --------------- | --------------- | --------------- | --------------- |
| Дата            | 1               | 2               | 3               | Всего           |                 |
| 6 августа       | 1               | 0               | 0               | 1               |                 |
| 9 августа       | 0               | 1               | 0               | 1               |                 |
| 10 августа      | 0               | 0               | 1               | 1               |                 |
| 11 августа      | 1               | 0               | 0               | 1               |                 |
| Всего           | 2               | 1               | 1               | 4               |                 |

| Медали по полу | Медали по полу | Медали по полу | Медали по полу | Медали по полу |
| -------------- | -------------- | -------------- | -------------- | -------------- |
| Пол            | 1              | 2              | 3              | Всего          |
| Мужчины        | 1              | 0              | 1              | 2              |
| Женщины        | 1              | 1              | 0              | 2              |
| Микст          | 0              | 0              | 0              | 1              |
| Всего          | 2              | 1              | 1              | 4              |

## Квалификация
| № п/п | Вид спорта       | Мужчины        | Мужчины                | Женщины        | Женщины                | Всего          | Всего                  |
| № п/п | Вид спорта       | Завоевано квот | Количество спортсменов | Завоевано квот | Количество спортсменов | Завоевано квот | Количество спортсменов |
| ----- | ---------------- | -------------- | ---------------------- | -------------- | ---------------------- | -------------- | ---------------------- |
| 1     | Борьба           | 1              | 1                      |                |                        | 1              | 1                      |
| 2     | Дзюдо            | 1              | 1                      |                |                        | 1              | 1                      |
| 3     | Лёгкая атлетика  | 2              | 1                      | 7              | 7                      | 9              | 8                      |
| 4     | Плавание         | 1              | 1                      | 1              | 1                      | 2              | 2                      |
| 5     | Тяжёлая атлетика | 2              | 2                      |                |                        | 2              | 2                      |
|       | ИТОГО            | 7              | 6                      | 8              | 8                      | 15             | 14                     |

## Состав команды
Борьба
1. Ахмед Тажудинов

 Дзюдо
1. Аскербий Гербеков

 Лёгкая атлетика
1. Бирхану Балев[англ.]
2. Кеми Адекойя
3. Сальва Эйд Насер
4. Нелли Джепкосгей[англ.]
5. Уинфред Яви
6. Юнис Чумба[англ.]
7. Роуз Челимо
8. Тигист Гашав[англ.]

 Плавание
1. Сауд Гали[англ.]
2. Амани эль-Обайдли[англ.]

 Тяжёлая атлетика
1. Лесман Паредес[англ.]
2. Гор Минасян

## Борьба
Бахрейн получил одно место в соревнованиях по вольной борьбе на Чемпионате мира по борьбе 2023 года в Белграде, Сербия.
Вольная борьба
| Спортсмен       | Категория        | 1/8 финала                 | Четвертьфиналы          | Полуфиналы            | Утешит. поединки   | Финал /За 3 место         | Финал /За 3 место |
| Спортсмен       | Категория        | Соперник Результат         | Соперник Результат      | Соперник Результат    | Соперник Результат | Соперник Результат        | Место             |
| --------------- | ---------------- | -------------------------- | ----------------------- | --------------------- | ------------------ | ------------------------- | ----------------- |
| Ахмед Тажудинов | Мужчины до 97 кг | IRIАмир Али Азарпира В 4–3 | KAZАлишер Ергали В 14–2 | USAКайл Снайдер В 6–4 | —                  | GEOГиви Мачарашвили В 2–0 | 1                 |

## Дзюдо
Бахрейн получил по по рейтингу IJF одно место в мужских соревнованиях.
| Спортсмен         | Категория        | 1/16 финала               | 1/8 финала           | Четвертьфиналы       | Полуфиналы           | Утеш. поединки       | Финал / За 3 место   | Финал / За 3 место   |
| Спортсмен         | Категория        | Соперник Результат        | Соперник Результат   | Соперник Результат   | Соперник Результат   | Соперник Результат   | Соперник Результат   | Место                |
| ----------------- | ---------------- | ------------------------- | -------------------- | -------------------- | -------------------- | -------------------- | -------------------- | -------------------- |
| Аскербий Гербеков | Мужчины до 81 кг | TURВедат Албайрак П 00–10 | завершил выступление | завершил выступление | завершил выступление | завершил выступление | завершил выступление | завершил выступление |

## Легкая атлетика
Бахрейнские легкоатлеты выполнили нормативы для участия в Играх 2024 года, пройдя прямую квалификацию или по мировому рейтингу, в следующих соревнованиях (максимум по 3 спортсмена в каждом):
Беговые дисциплины
Мужчины
| Спортсмен     | Дисциплина | Забеги    | Забеги | Утеш. забеги | Утеш. забеги | Полуфиналы | Полуфиналы | Финал                | Финал                |
| Спортсмен     | Дисциплина | Результат | Место  | Результат    | Место        | Результат  | Место      | Результат            | Место                |
| ------------- | ---------- | --------- | ------ | ------------ | ------------ | ---------- | ---------- | -------------------- | -------------------- |
| Бирхану Балев | 5000 м     | 13.53,11  | 10     | —            | —            | —          | —          | завершил выступление | завершил выступление |
| Бирхану Балев | 10 000 м   | —         | —      | —            | —            | —          | —          | 27.30,94             | 17                   |

Женщины
| Спортсмен        | Дисциплина  | Забеги    | Забеги | Утеш. забеги          | Утеш. забеги          | Полуфиналы            | Полуфиналы            | Финал                 | Финал                 |
| Спортсмен        | Дисциплина  | Результат | Место  | Результат             | Место                 | Результат             | Место                 | Результат             | Место                 |
| ---------------- | ----------- | --------- | ------ | --------------------- | --------------------- | --------------------- | --------------------- | --------------------- | --------------------- |
| Сальва Эйд Насер | 400 м       | 49,91     | 1 Q    | —                     | —                     | 49,08                 | 1 Q                   | 48,53                 | 2                     |
| Кеми Адекойя     | 400 м с/б   | DNS       | DNS    | завершила выступление | завершила выступление | завершила выступление | завершила выступление | завершила выступление | завершила выступление |
| Нелли Джепкосгей | 800 м       | 2.00,63   | 5 R    | 2.01,12               | 5                     | завершила выступление | завершила выступление | завершила выступление | завершила выступление |
| Уинфред Яви      | 3000 м с/пр | 9.15,11   | 1 Q    | —                     | —                     | —                     | —                     | 8.52,76 OR            | 1                     |
| Юнис Чумба       | Марафон     | —         | —      | —                     | —                     | —                     | —                     | 2:26.10               | 10                    |
| Тигист Гашав     | Марафон     | —         | —      | —                     | —                     | —                     | —                     | 2:30.53               | 34                    |
| Роуз Челимо      | Марафон     | —         | —      | —                     | —                     | —                     | —                     | 2:32.08               | 43                    |

## Плавание
Бахрейн получил два универсальное место для участия в олимпийском турнире пловцов, по одному у мужчин и женщин.
| Спортсмен         | Дисциплина             | Заплывы | Заплывы | Полуфиналы            | Полуфиналы            | Финал                 | Финал                 |
| Спортсмен         | Дисциплина             | Время   | Место   | Время                 | Место                 | Время                 | Место                 |
| ----------------- | ---------------------- | ------- | ------- | --------------------- | --------------------- | --------------------- | --------------------- |
| Сауд Гали         | Мужчины 200 м брасс    | 2.22,51 | 25      | завершил выступление  | завершил выступление  | завершил выступление  | завершил выступление  |
| Амани эль-Обайдли | Женщины 100 м на спине | 1.04,27 | 31      | завершила выступление | завершила выступление | завершила выступление | завершила выступление |

## Тяжёлая атлетика
Бахрейн получил два места в мужских соревнованиях в соответствии с олимпийским рейтингом IWF.
| Спортсмен      | Категория            | Рывок     | Рывок | Толчок    | Толчок | Всего | Место |
| Спортсмен      | Категория            | Результат | Место | Результат | Место  | Всего | Место |
| -------------- | -------------------- | --------- | ----- | --------- | ------ | ----- | ----- |
| Лесман Паредес | Мужчины до 102 кг    | 181       | 5     | 211       | 6      | 392   | 6     |
| Гор Минасян    | Мужчины свыше 102 кг | 216       | 1     | 245       | 3      | 461   | 3     |